# BSI Volleyball
BSI Volleyball est un club norvégien de volley-ball fondé en 1967 et basé à Bergen, évoluant pour la saison 2017-2018 en 1.divisjon kvinner.

## Palmarès
- Championnat de Norvège
  - Vainqueur : 1974, 1979, 1980, 1981, 1982, 1983, 1987.
  - Finaliste : 1975, 1977, 1991, 1992.

## Effectifs

### Saison 2012-2013
Entraîneur : Jan Gaute Sannarnes  Norvège